# Пункт технического обслуживания

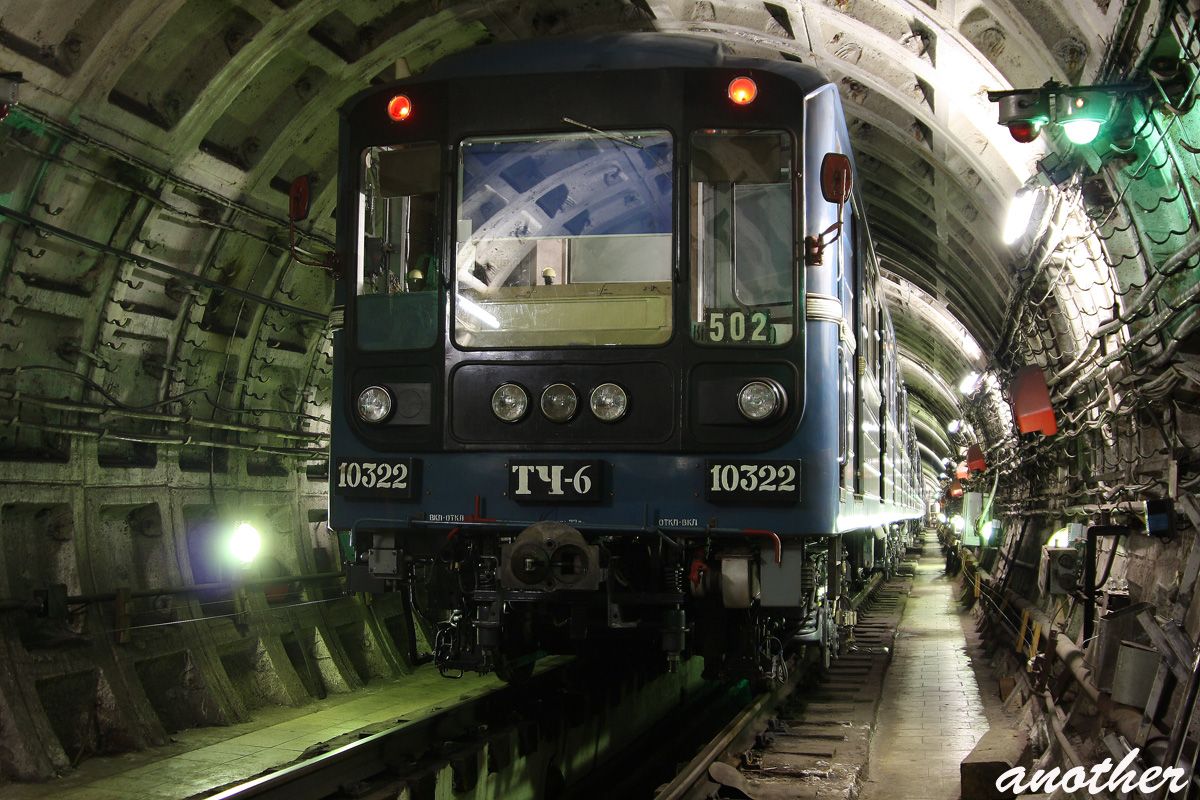
Состав метро в ПТО.

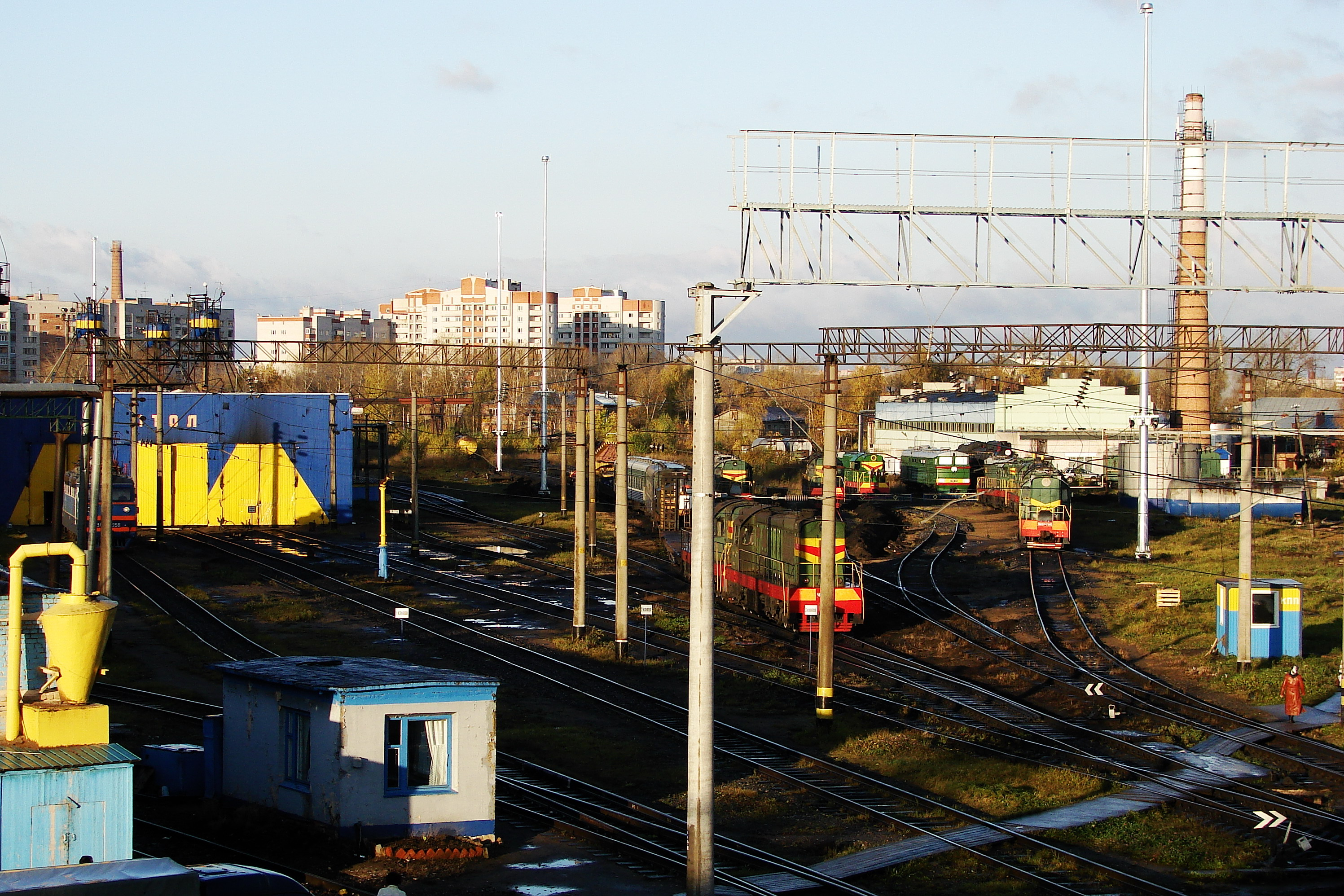
На сине-жёлтом здании в комплексе зданий локомотивного депо можно видеть большую надпись «ПТОЛ».

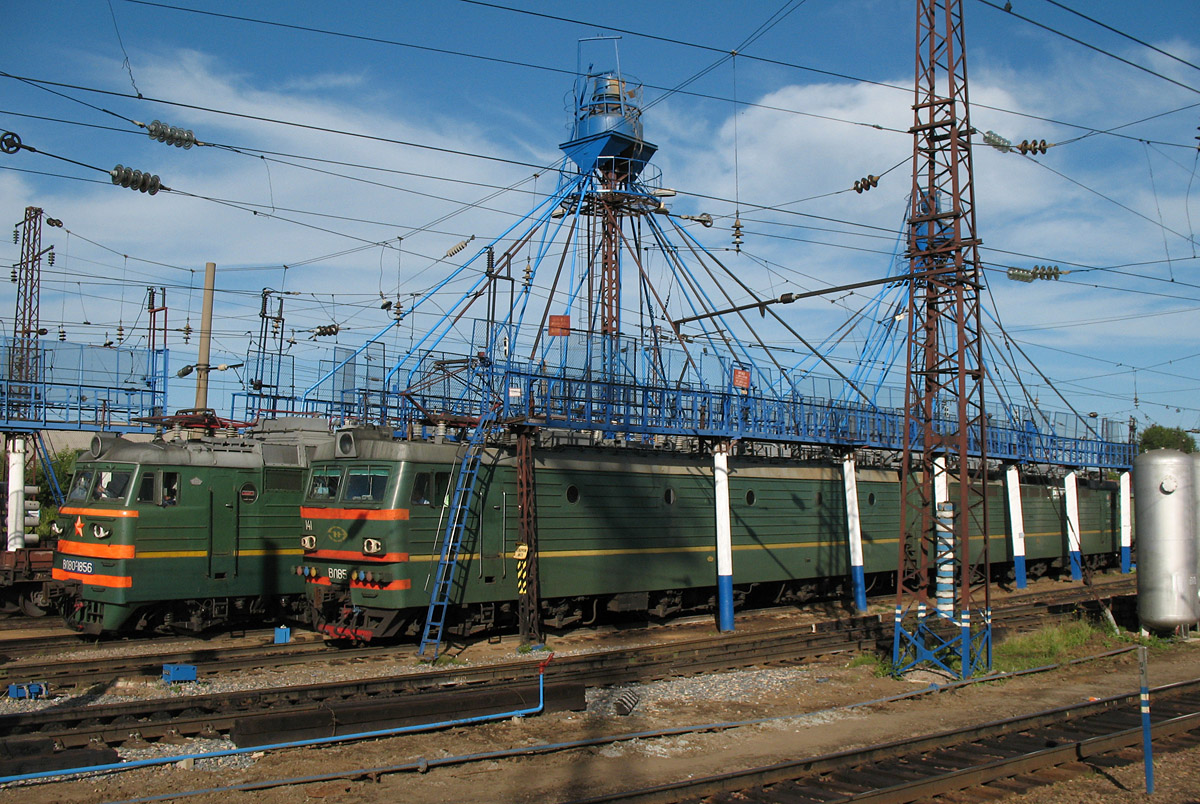
ПТОЛ в Красноярском крае, станция Иланская. Характерный атрибут ПТОЛ — установленные на высоте ёмкости с песком.

Пункт технического обслуживания (или ПТО) — служебное подразделение транспортного предприятия, в котором проводится техническое обслуживание подвижного состава, в первую очередь, рельсового. ПТО используются на железнодорожном транспорте (обслуживание вагонов, локомотивов (ПТОЛ), электропоездов, дизель-поездов, ССПС); в метрополитене (обслуживание поездов метро), в системе городского электротранспорта (обслуживание трамваев и троллейбусов). На городском электротранспорте территория ПТО используется также и для ночного отстоя подвижного состава.

## Пункт технического обслуживания локомотивов
ПТО, производящие ремонт локомотивов на железных дорогах постсоветского пространства, известны под аббревиатурой ПТОЛ — «пункты технического обслуживания локомотивов». В первую очередь ими оборудуются локомотивные депо и пункты оборота и экипировки локомотивов.